# Alessandro Piccinini
Alessandro Piccinini (* 30. Dezember 1566 in Bologna; † um 1638 ebenda (?)) war ein italienischer Komponist, Lautenist und Theorbenspieler.

## Leben
Alessandro Piccinini wuchs in einer musikalischen Familie auf. Zusammen mit seinen Brüdern Filippo und Girolamo erhielt er von seinem Vater Leonardo Maria eine Ausbildung zum Lautenisten.
Von 1582 bis 1597 war er mit seiner Familie am Hof von Herzog Alfonso II. in Ferrara und trat selbst 1592 in dessen Dienste. Nach dem Tod des Herzogs erhielt er 1597 eine Anstellung beim päpstlichen Legaten Kardinal Pietro Aldobrandini in Rom. 1611 ging er zurück nach Bologna. Seinen Sohn Leonardo Maria Piccinini bildete er zum Lautenisten aus.
Piccinini war nicht nur als Musiker aktiv, sondern entwickelte auch andere Bauformen seiner Instrumente und nahm für sich in Anspruch, durch eigene Experimente Wegbereiter für den Bau der Theorbe gewesen zu sein.

## Werke

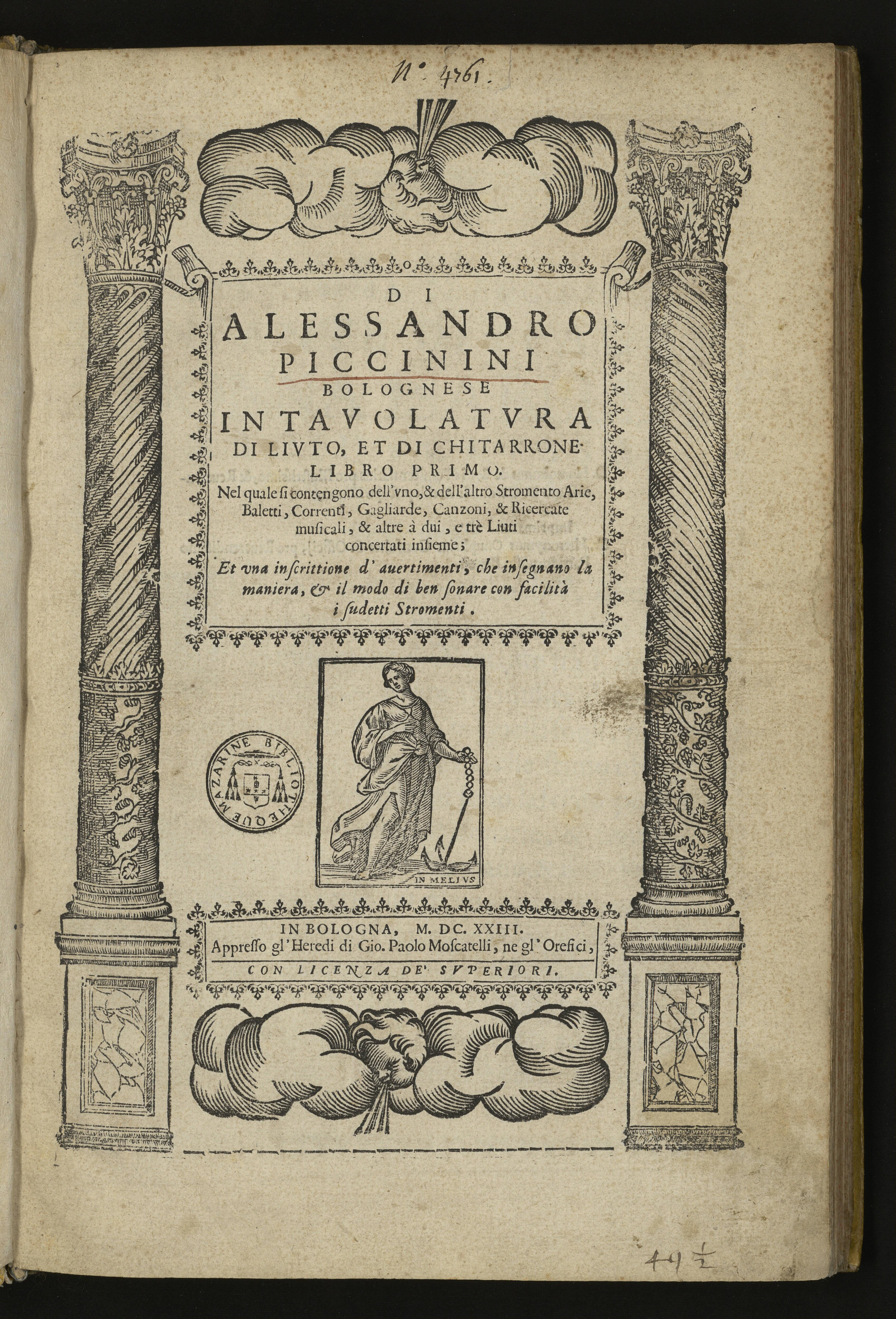
Titelseite des ersten Bandes der Intavolatura

Von seinen Werken ist nur wenig überliefert. Einzig Intavolatura di liuto e di chitarrone, libro primo (gedruckt bei den Erben von Giovanni Paolo Moscatelli, Bologna, 1623 OCLC 800218697, RISM ID: 990049525) und Intavolatura di liuto e di chitarrone, libro secondo (Giacomo Monti, Carlo Zenero, Bologna, 1639 OCLC 21809428, RISM ID: 990049526) sind ihm sicher zuzuschreiben. In den 1960ern wurden sie von Mirko Caffagni (auch Mirco Caffagni) an der Universität Bologna in moderne Notation transkribiert und herausgegeben. (OCLC 320144302, OCLC 929270964)

## Einspielungen (Auswahl)
- Toccata Nr. 10 und Corrente. Eingespielt von Toyhiko Satoh auf einer Chitarrone und 1975 beim Label Telefunken auf der LP Die Barocklaute veröffentlicht. OCLC 642979261
- Toccata Nr. 9 und Canzone. Eingespielt vom Lautenensemble Ricardo Corea und 1985 beim Label Christophorus auf der CD Musik der Renaissance für 1, 2, 3 und 4 Lauten veröffentlicht. OCLC 18142228
- Intavolature di liuto et di chitarrone. Luciano Còntini, Laute und Chitarrone. Tactus, 1990